# Security Association
Eine Security Association (SA, deutsch Sicherheitsverbindung) ist eine Vereinbarung zwischen zwei kommunizierenden Einheiten in Rechnernetzen. Sie beschreibt, wie die beiden Parteien Sicherheitsdienste anwenden, um sicher miteinander kommunizieren zu können.
Die Sicherheitsverbindung ist eine Simplexverbindung. Sie überträgt also immer nur genau einen Sicherheitsdienst. Beim Einsatz mehrerer Dienste müssen auch mehrere Sicherheitsverbindungen aufgebaut werden. Bei den Sicherheitsdiensten kann es sich um eine Authentisierung (durch AH) oder eine Verschlüsselung (durch ESP) handeln.
Beschrieben wird eine SA durch einen Security Parameter Index (dt. Sicherheitsparameterindex), die IP-Zieladresse und einen Security Protocol Identifier, der das zu verwendende Übertragungsverfahren (AH, ESP) bezeichnet.